# Y Sculptoris
Y Sculptoris är en halvregelbunden variabel av SRB-typ i stjärnbilden i Bildhuggaren. 
Stjärnan varierar mellan fotografisk magnitud +8,7 och 10,3 utan påvisbar periodicitet.